# Molly’s Pilgrim
Molly’s Pilgrim ist ein US-amerikanischer Kurzfilm aus dem Jahr 1985. Jeffrey D. Brown schrieb das Drehbuch, führte Regie und produzierte den Film. Das Drehbuch beruht auf dem gleichnamigen Kinderbuch von Barbara Cohen, die im Film eine kleine Rolle übernommen hat.

## Handlung
Molly, deren Eltern russisch-jüdischer Abstammung sind, ist mit ihrer Familie nach Amerika eingewandert. Aus beruflichen Gründen muss die Familie nach einiger Zeit von New York in eine kleine Stadt umziehen. Molly hat es nicht leicht in ihrer neuen Schulklasse, da ihre Klassenkameraden sich nicht nur über ihren Akzent lustig machen, sondern auch über die Art, wie sie sich kleidet, wie sie spricht und wie sie sich aufgrund anderer Bräuche, die ihr Leben bisher bestimmten, verhält. So verspotten sie sie mit einem selbst kreierten Reim, der mit „Jolly Molly“ beginnt und sich über ihre Augen und Nase lustig macht.
Ihre Mutter gibt Molly jedoch den Rückhalt, den sie braucht und auch eine einfühlsame Lehrerin bringt dem Kind viel Verständnis entgegen. Mollys Mutter war die treibende Kraft in der Familie, nach Amerika auszuwandern, wo sie die Freiheit genießt, ihre Religion frei ausüben zu dürfen. Als Thanksgiving, das amerikanische Erntedankfest, das dort ein ganz besonderer Feiertag ist, naht, bekommen die Kinder die Aufgabe, eine Pilgrim (Pilger)-Puppe zu basteln. Molly wird bei dieser Arbeit von ihrer Mutter unterstützt und so entsteht eine Puppe, die ein klein wenig Mollys Mutter ähnelt, zumal sie auch in ihrer Kleidung an die russische Heimat des Mädchens erinnert.
Als die Kinder ihre selbstgebastelten Puppen, die so verschieden und vielfältig sind, wie sie selbst, in ihrer Klasse vorstellen, wendet sich Mollys Schicksal der Ausgrenzung. Ihre Lehrerin erzählt den Kindern vom Ursprung des Thanksgiving-Festes. So erfahren sie das dieses Fest auf jüdische Pilger zurückgeht, die aus ihrem Land flohen, weil sie dort ihre Religion nicht frei ausüben durften. Genauso erging es auch Mollys Eltern. Also ist Molly im Gegensatz zu den in Amerika geborenen Kindern ein wirklicher Pilger. Das führt in der Folge dazu, dass Molly in ihrer Klasse anerkannt wird und endlich angekommen ist in ihrer neuen Heimat.

## Hintergrund
Gedreht wurde in Montclair in New Jersey. Es handelt sich um eine Produktion der Phoenix Films Inc. Der Film lief auf dem American Film Festival Bue Ribbon, Cine Golden Eagle.

## Auszeichnungen
- 1986: Jeffrey D. Brown und Chris Pelzer Oscargewinner in der Kategorie „Bester Kurzfilm“ (Live Action)[1]
- 1986: Chicago International Film Festival, Jeffrey D. Brown nominiert für den Gold Hugo in der Kategorie „Bester Kurzfilm“